# Toni Kallio

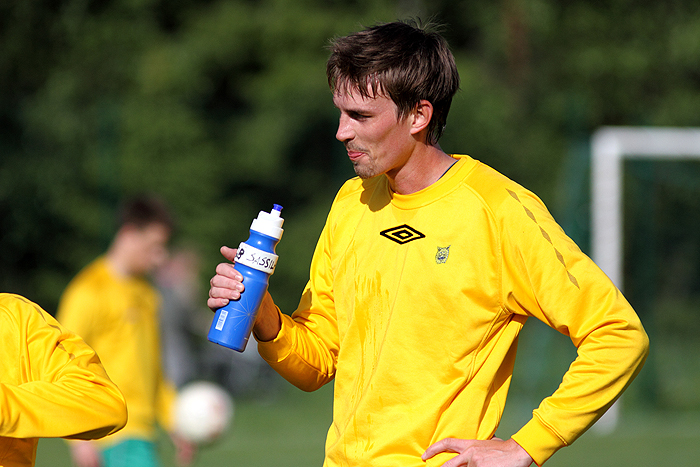
Imagem do jogador finlandês Toni Kallio.

Toni Kallio (Tampere, 9 de agosto de 1978) é um futebolista finlandês que já atuou no	TPV, Jazz, HJK, Molde, Young Boys, Fulham, Sheffield United, e na Seleção Finlandesa de Futebol.